# 16 août 1912
Le vendredi 16 août 1912 est le 229e jour de l'année 1912.

## Naissances
- Edward Drake (mort le 30 mai 1995), footballeur anglais
- Roger Magnin (mort à une date inconnue), footballeur et entraîneur français
- Heinz Scheidhauer (mort le 18 octobre 2006), pilote d'essai et de planeur allemand

## Décès
- Johann Martin Schleyer (né le 18 juillet 1831), prêtre catholique, linguiste et philanthrope
- Algernon Coolidge (né le 24 janvier 1860), chirurgien ORL américain
- Virginia Christian (né le 15 août 1895), femme de ménage Afro-Américaine, dernière mineure à être exécutée aux États-Unis

## Autres événements
- Glenn L. Martin Company est créée par Glenn Luther Martin
- Sortie américaine du film The Other Girl de Thomas H. Ince
- Angelo Dibona

- Première présentation du film Une idylle à la ferme de Max Linder